# Neotrionymus borchsenii
Neotrionymus borchsenii är en insektsart som först beskrevs av Danzig 1983.  Neotrionymus borchsenii ingår i släktet Neotrionymus och familjen ullsköldlöss. Inga underarter finns listade i Catalogue of Life.